# アラマガン島
座標: 北緯17度36分02秒 東経145度50分00秒 / 北緯17.60056度 東経145.83333度
アラマガン島(アラマガンとう、Alamagan island)は太平洋西部にある島。マリアナ諸島中部にあり、パガン島の南、ググアン島の北に位置する。行政面ではアメリカ合衆国のコモンウェルスである北マリアナ諸島北部諸島市に属する。

## 概要
| 2009年の台風14号によって破壊された島の村落 |  | 離島する米軍のヘリコプターへ誘導される島民の親子 |
| 2009年の台風14号によって破壊された島の村落 |  | 離島する米軍のヘリコプターへ誘導される島民の親子 |

1960年代当時には主集落である南部のソンソン（Song Song）集落と北西部のパティダ（Patida）集落があり、小学校も開かれていた。しかし、火山活動の活発化に伴い過疎化し、2005年時点の人口は7名となった。その後、2009年の台風14号により被害を受けたため、島民全員がサイパン島に移住した。そのため2010年のアメリカ合衆国国勢調査では無人島となっている。
面積は11.12km2。円形の火山島であり、島の中央部に標高744mの成層火山が位置する。頂部には侵食された大型の火口が見られる。

## 歴史
ヨーロッパ人来航前は先住民が居住しており、ラッテ・ストーンも造られている。 その後1669年にスペイン人探検家ディエゴ・ルイス・デ・サン・ビトレス（Diego Luis de San Vitores）がアラマガン島に来航し、コンセプシオン（Concepción）島と命名している。
20世紀初頭のドイツ統治時代にはココヤシのプランテーション農園が築かれたが、1913年の台風で壊滅している。

## 脚註
1. ↑  Trust Territory Archives Photograph Collection photographs at the University of Hawaii Image Archive.
2. ↑  Ferdie de la Torre (2009年9月19日). “All residents of Alamagan, Agrihan facing evacuation”.  Saipan Tribune. 2009年9月19日時点のオリジナルよりアーカイブ。2017年9月22日閲覧。
3. ↑  Dirk HR Speenemann: Combining Curiosity with Political Skill: The Antiquarian Interests and Cultural Politics of Georg Fritz. In: Micronesian journal of the humanities and social sciences, 2006(5), S. 495–504, hier S. 498.